# The Adventures of Bayou Billy
The Adventures of Bayou Billy (jap. マッド・シティ Maddo Shiti; Mad City) – gra komputerowa z gatunku bijatyk, stworzona i wydana przez Konami w 1988 roku. Łączy ona cechy kilku gatunków gier komputerowych – bijatyki, gry wyścigowej oraz strzelanki typu rail shooter. Była krytykowana przez graczy ze względu na niestaranne wykonanie i wysoki poziom trudności, zyskując sławę jednej z najtrudniejszych gier przeznaczonych na konsolę Nintendo Entertainment System.

## Fabuła
Młoda dziewczyna imieniem Anabelle zostaje porwana przez Gordona, „króla gangsterów z Bourbon Street”. Główny bohater, Bayou Billy, jeśli chce ją odzyskać, musi udać się do posiadłości Gordona, po drodze walcząc z jego gangsterami. Gra zawiera dziewięć poziomów.

## Rozgrywka
Gra składa się z kilku różnych elementów. Podstawową częścią rozgrywki jest „chodzona” bijatyka – postać Billy'ego kierowaną przez gracza widać z boku, a zadaniem gracza jest wędrówka w prawo i walka wręcz z kolejnymi wrogami; Billy może uderzać ich pięścią, kopać oraz skakać. Może też brać dodatkową broń, jak kije czy noże. Drugą częścią rozgrywki jest jazda jeepem, podczas której Billy przemierza długą trasę. W jej trakcie gracz zyskuje możliwość strzelania, a atakowany jest przez wrogów zarówno z ziemi, jak i powietrza. Ostatnia część rozgrywki to „celowniczek” – ekran cały czas przesuwa się automatycznie w bok, a gracz obserwuje akcję gry z oczu Billy'ego i za pomocą broni palnej – przy użyciu pistoletu świetlnego – likwiduje kolejnych wrogów. Poza trybem fabularnym, gdzie poziomy następują po sobie, można wybrać tryb Practice i potrenować dowolny z typów rozgrywki.